# 鉄道旅行のたのしみ
『鉄道旅行のたのしみ』（てつどうりょこうのたのしみ）は、紀行作家宮脇俊三の著した鉄道紀行文である。1986年集英社文庫より刊行。

## 作品概要
“鉄道旅行のたのしみ”と“駅は見ている”の2部構成になっている。
もともと“鉄道旅行のたのしみ”は小学館刊行の『全線全駅鉄道の旅』全12巻に、“駅は見ている”は小学館刊行の『国鉄全線各駅停車』全10巻に,
それぞれ巻頭連載されたもの。いずれも発売・配本順に加筆・訂正せず収録したもので、前者は鉄道旅行のガイドブック、後者は駅のルポルタージュである。

## 構成
鉄道旅行のたのしみ
- 東海道の巻
- 関東の巻
- 近畿の巻
- 山陽・四国の巻
- 九州の巻
- 北陸・山陰の巻
- 中央・上信越の巻
- 東北の巻
- 奥羽・羽越の巻
- 北海道の巻
- 東日本の私鉄の巻
- 西日本の私鉄の巻

駅は見ている
- 名古屋駅
- 新宿駅
- 天王寺駅
- 高松駅
- 直方駅
- 米子駅
- 塩尻駅
- 青森駅
- 新庄駅
- 岩見沢駅